# Scarab
La Scarab era un'azienda costruttrice di automobili da competizione, fondata nel 1957 a Venice (California) da Lance Reventlow, figlio della celebre ereditiera Barbara Hutton. L'attività venne chiusa nel 1962.

## La storia

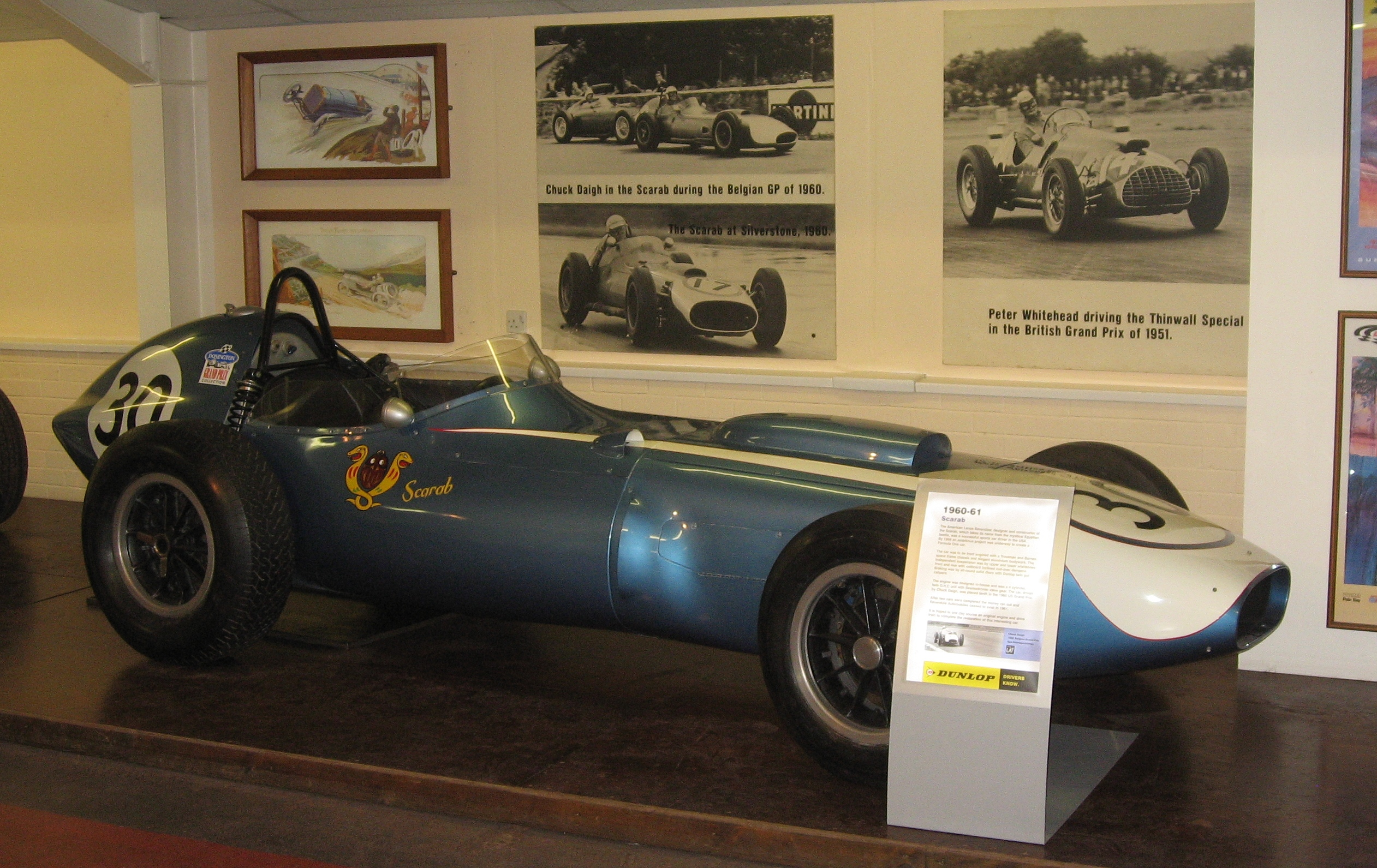
La Scarab da Formula 1

La prima realizzazione fu la Scarab MK I, una vettura sport con telaio tubolare e propulsore Chevrolet Corvette 8V, elaborato alla cilindrata di 5,5 l, che eroga 440 CV.
Nel 1958, la Scarab colse alcuni importanti successi in corse americane, battendo team blasonati quali Ferrari e Jaguar.
Dopo aver realizzato una vettura a motore posteriore, la Scarab apparve brevemente nella stagione 1960, dove si presentò in 4 gran premi prendendo la partenza in due di questi, pilotata da Lance Reventlow  e Chuck Daigh. Miglior risultato è stato il 10º posto al Gran Premio degli Stati Uniti per Daigh.
La produzione totale della Scarab è stata di 8 autovetture.

## Risultati in Formula 1
| Anno | Telaio | Motore                     | Pneumatici | Piloti          | 1   | 2   | 3   | 4   | 5   | 6   | 7   | 8   | 9   | 10  | Punti | Pos. |
| ---- | ------ | -------------------------- | ---------- | --------------- | --- | --- | --- | --- | --- | --- | --- | --- | --- | --- | ----- | ---- |
| 1960 | Scarab | Scarab 4 cilindri in linea | G          |                 | ARG | MON | 500 | NED | BEL | FRA | GBR | POR | ITA | USA | 0     | NC   |
| 1960 | Scarab | Scarab 4 cilindri in linea | G          | Chuck Daigh     |     | DNQ |     | DNS | Rit | DNS |     |     |     | 10  | 0     | NC   |
| 1960 | Scarab | Scarab 4 cilindri in linea | G          | Lance Reventlow |     | DNQ |     | DNQ | Rit |     |     |     |     |     | 0     | NC   |